# MaNga +
maNga + jest to reedycja pierwszego albumu tureckiego rapcoreowego bandu maNga. Powstała w 2006 roku w wytwórni Sony Music/GRGDN. Album został poszerzony o dwie nowe piosenki i specjalną wersję DVD.

## Lista utworów
1. Açılış (Intro)  – 1:18
2. Kandırma Kendini (Don't fool yourself) - 3:59
3. Raptiye Rap Rap - 4:14
4. Kapkaç (Robbery)  – 2:51
5. Bitti Rüya (The dream is over)  – 3:59
6. Bir Kadın Çizeceksin (You'll draw a woman)  – 3:59
7. Kal Yanımda (Stay beside me)  – 3:45
8. Yalan (Lie)  – 5:27
9. Libido (Libido)  – 3:02
10. İz Bırakanlar Unutulmaz (Those making deep impression aren't forgotten)  – 4:10
11. Sakın Bana Söyleme (Never tell me)  – 4:39
12. Dursun Zaman (Time should stop)   – 4:50
13. Mangara  – 2:27
14. İtildik (Thrown away) – 3:25
15. Yalan 2 (Lie 2)  – 3:57
16. Kapanış (Closing)  – 1:07

## Single
- Bitti Rüya
- Bir Kadın Çizeceksin
- Dursun Zaman
- Kandırma Kendini